# トランスメディア・デジタル
株式会社トランスメディア・デジタルは、東京都港区に本社をおく問題解決能力型のインテグレーション企業。PR戦略とweb戦術を駆使したコミュニケーションデザインにより、仮説を出し、事業開発支援を行なっている。

## 事業内容
- 1.企業サイトやECサイトの構築・運用・保守
- 2.デジタルトランスフォーメーションにおけるUI/UXデザイン、ピクトグラム制作、インフォグラフィック制作
- 3.マーケティングクラウドやチャットボットのシナリオ設計・インターフェースデザイン
- 4.オウンドメディアやPRコンテンツの企画・制作・配信
- 5.成果報酬型テレビPR
- 6.自治体向けPR
- 7.B2B企業向けPR
- 8.海外向けPR
- 9.インフルエンサーやアンバサダーのキャスティング
- 10.ソーシャルメディアの企画・制作・運用